# Grigore Nicolau
Grigore Nicolau, romunski general, * 31. avgust 1891, † 6. julij1957.